# Gerald Asamoah
Gerald Asamoah   (Mampong, 3 d'octubre de 1978) és un futbolista alemany d'origen ghanès que treballa com a entrenador del primer equip del Schalke 04.
Durant la seva carrera de jugador, Asamoah va jugar com a davanter i era conegut principalment pel seu ritme, la seva força física i el seu enfocament treballador. Ha vinculat la major part de la seva carrera al Schalke, on ha estat molt apreciat no només pels seus èxits com a jugador, sinó també per la seva actitud relaxada i positiva i el seu paper com a líder comunitari fora del camp.
Asamoah també va continuar treballant a Gelsenkirchen després de la seva jubilació, ja que se li van oferir diversos càrrecs administratius i directius al llarg dels anys.

## Biografia
Va néixer a Mampong, Ghana, Asamoah i la seva família van emigrar a Alemanya el 1990. de seguida va començar a jugar a futbol en diversos equips locals i va ingressar a l'acadèmia juvenil de Hannover 96 als 16 anys.

### Carrera de club

###### Hannover 96
Asamoah va començar la seva carrera professional amb el club de la Baixa Saxònia, marcant cinc gols en la seva temporada de debut . Va arribar a destacar per primera vegada l'any següent, ja que va marcar 19 gols en 33 partits (inclòs un guanyador decisiu en l'últim partit contra l'Eintracht Braunschweig ) per ajudar el Hannover a arribar al play-off per a l'ascens a segona. Bundesliga. Tot i que Die Roten va perdre el partit d'anada per 2-0 contra el TeBe Berlin, en el partit de tornada Asamoah va marcar el primer gol, ja que el seu equip va empatar el global i finalment va aconseguir l'ascens després de les tanques de penals. Afegint la seva última temporada a Hannover, Asamoah va jugar 79 partits i va marcar 28 gols amb el club.

###### Schalke 04
L'estiu de 1999, Asamoah es va traslladar a Schalke 04 per un cost reportat d'1,35 milions d'euros. Tot i que poques vegades ha tornat a aconseguir dobles xifres durant la seva llarga estada a Gelsenkirchen, el davanter es va convertir instantàniament en el favorit dels aficionats, gràcies a les seves qualitats tant dins com fora del terreny de joc, la seva bona relació amb els seus companys i entrenadors (especialment Huub Stevens, que va dirigir Asamoah durant tres anys a Schalke) i les seves contribucions als èxits del club durant la primera meitat dels 2000.
Amb Die Knappen, el davanter ghanese-alemany va aconseguir la classificació per a la UEFA Champions League al final de la temporada 2000-01, abans de guanyar dues copes alemanyes consecutives (el 2001 i el 2002 ), dues copes Intertoto de la UEFA (el 2003 i el 2004) i una Copa de la Lliga alemanya (2005).
Asamoah va deixar el Schalke al final de la temporada 2009-10, després d'haver registrat un total de 381 partits, 64 gols i 45 assistències (entre la lliga nacional, copes nacionals i competicions continentals) per al club durant onze anys.

### Últims anys com a jugador

###### Sant Pauli
L'1 de juny de 2010, Asamoah va signar un contracte de dos anys amb l'aleshores club ascendit a la Bundesliga FC St. Pauli. Durant la seva estada amb el Kiezkicker, va jugar regularment i va marcar sis gols a la lliga, inclòs un guanyador que va permetre al seu equip obtenir la seva primera victòria fora de casa contra un rival de la ciutat, l'Hamburger SV, des de 1977. Tanmateix, el St. Pauli no va aconseguir evitar el descens segona. La Bundesliga, després d'haver acabat últim a la lliga, i el davanter finalment van decidir rescindir aquest contracte el juny de 2011.

###### Greuther Fürth
Després de passar sis mesos sense club i entrenar amb el VfB Hüls no professional per mantenir-se en forma, Asamoah va fitxar per Greuther Fürth el 10 de gener de 2012. Arribat durant la segona meitat de la temporada, Asamoah va actuar principalment com a reserva de Christopher Nöthe i Olivier Occéan, però tot i així va ajudar l'equip a pujar a segona. Títol de la Bundesliga, ja que Greuther Fürth va aconseguir el seu històric primer ascens a la Bundesliga.
No obstant això, l'any següent va resultar més difícil del que s'esperava: Asamoah va quedar sense gols durant tota la temporada, mentre que els Kleeblätter van acabar al final de la taula, havent guanyat només quatre dels seus 34 partits de lliga, cap dels quals a casa seva.
Aquesta també va ser l'última temporada d'Asamoah a la Bundesliga, ja que va acumular el tercer nombre més alt de substitucions a la lliga (139 vegades).